# 지방도 제839호선
지방도 제839호선은 전라남도 보성군 웅치면 강산리 웅치면강산리 교차로에서 화순군 이양면 이양 교차로를 잇는 전라남도의 지방도이다.
1984년에는 노선명이 '보성 ~ 이양선'이었으며 본래 보성군 미력면 도개리에서 화순군 이양면 이양리를 잇는 지방도였으나 1990년 10월 30일 해당 구간이 국도 제29호선으로 승격되면서 기존 국도 제29호선 구간이었던 장흥군 장동면 배산리 ~ 화순군 이양면 이양리 구간으로 노선이 변경되었다. 이와 함께 장흥군 장동면 배산리 ~ 보성군 웅치면 강산리 구간을 연장했다.
장흥군 유치면 지방도 제820호선 구간을 포함해 장흥군 장평면 장평 교차로부터 이양면 품평 교차로까지 이어지는 유치 ~ 이양간 도로가 건설중이며 2019년에 완공될 예정이다.

## 연혁
- 1984년 9월 18일 : 도로 확포장공사를 위해 보성군 미력면 도개리 ~ 화순군 청풍면 신리 17.014km 구간 도로구역 변경[2]
- 1985년 12월 23일 : 기점을 '보성군 미력면 도개리', 종점을 '화순군 청풍면 신리'로 명시[3]
- 1987년 1월 22일 : 보성군 미력면 도개리 ~ 화순군 청풍면 신리 17.014km 구간 도로예정지 해제[4]
- 1990년 11월 26일 : 기존 지방도 구간이 국도 제29호선으로 승격되면서 구 국도인 장흥군 장동면 배산리 ~ 화순군 이양면 이양리 구간을 지방도 839호선으로 전환하고 장흥군 장동면 배산리 ~ 보성군 웅치면 강산리 구간을 연장해 24.547km 구간 개통[5]
- 1993년 9월 27일 : 1994년 12월까지 장평 우회도로(장흥군 장동면 조양리 ~ 장평면 축내리) 확포장공사를 위해 3.354km 구간 도로구역 변경[6]
- 1994년 9월 12일 : 1995년까지 웅치 ~ 장동간 도로(장흥군 장동면 복교리 ~ 보성군 보성읍 대야리) 확포장공사를 위해 3.07km 구간 도로구역 변경[7]
- 1995년 12월 8일 : 기존 지방도 노선을 폐지하고 새로 지정[8]
- 1996년 2월 21일 : 1996년 12월까지 신리교(화순군 청풍면 신리 ~ 차리) 개축공사를 위해 760m 구간 도로구역 변경[9]
- 1997년 8월 20일 : 1998년 6월까지 청풍지구(화순군 청풍면 이만리) 개량공사를 위해 660m 구간 도로구역 변경[10]
- 2003년 3월 27일 : 기존 지방도 노선을 폐지하고 새로 지정. 이 때 총 연장이 25.8km가 됨.[11]
- 2005년 5월 20일 : 2010년 12월까지 유치 ~ 이양간 도로(장흥군 장평면 봉림리 ~ 화순군 이양면 풍림리) 개량공사를 위해 16.45km 구간을 15.125km로 변경[12]
- 2005년 7월 5일 : 2008년 12월까지 봉림지구(장흥군 장평면 봉림리 ~ 축내리) 개량공사를 위해 1.68km 구간 도로구역 변경[13]
- 2007년 4월 20일 : 유치 ~ 이양간 도로 공사기간을 2013년 10월까지로 연기[14]
- 2012년 6월 27일 : 2015년 7월까지 배산지구(장흥군 장동면 배산리 ~ 장평면 용강리) 개량공사를 위해 3.13km 구간 도로구역 변경[15]
- 2014년 6월 19일 : 유치 ~ 이양간 도로 공사기간을 2016년 12월까지로 연기[16]
- 2016년 8월 31일 : 배산지구(장흥군 장동면 배산리 ~ 장평면 용강리) 3.13km 구간 개량 개통, 기존 장흥군 장동면 조양리 ~ 장평면 용강리 1.93km 구간 폐지[17]

## 주요 경유지
- 보성군
  - 웅치면 웅치면강산리교차로
  - 보성읍 대야리
  - 웅치면 기재(게재)
- 장흥군
  - 장동면 기재(게재) - 배산리 - 반산리 - 장동 교차로 - 장동초교앞 교차로 - 장동초등학교 - 장흥장동우체국 - 장동119지역대 - 배산교 - 장동사거리 - 북교 - 북교리 - 조양 교차로
  - 장평면 장평면용강리 교차로 - 등촌리 - 장평면축내리교차로 - 축내리 - 제산리 - 봉림리 - 장평 교차로 - 장평대교 - 봉림 교차로 - 장평공단 - 우산 교차로 - 곰치
- 화순군
  - 청풍면 곰치 - 이만리 - 가재교 - 신석리 - 신풍교 - 신석교 - 신리 - 차리 - 신리교 - 신리 - 신리삼거리 - 이양1교
  - 이양면 이양1교 - 이양청풍농협 - 이양면사무소 - 오류삼거리 - 화순이양농공단지 - 품평리 - 이양철도육교 - 이양 교차로

## 도로명
- 보성군 웅치면 웅치면강산리 교차로 ~ 보성읍 대야리 : 강산길
- 보성군 보성읍 대야리 ~ 장흥군 장동면 장동초교앞 교차로 : 북교반산로
- 장흥군 장동면 장동초교앞 교차로 ~ 장동사거리 : 흥성로
- 장흥군 장동면 장동사거리 ~ 화순군 청풍면 신리삼거리 : 곰치로
- 화순군 청풍면 신리삼거리 ~ 이양면 이양 교차로 : 학포로